# Брестов (округ Пряшів)
Брестов (словац. Brestov) — село в Словаччині, Пряшівському окрузі Пряшівського краю. Розташоване в центральній частині східної Словаччини, у Кошицькій улоговині в долині потока Брестов.
Уперше згадується у 1229 році.

## Культурні пам'ятки
У селі є римо-католицький костел з 1782 року в стилі бароко‒класицизму.

## Населення
| Рік:            | 1994. | 2004.   | 2014.   | 2024.   |
| --------------- | ----- | ------- | ------- | ------- |
| Кількість осіб: | 479   | 454     | 449     | 461     |
| Різниця:        |       | -5,21 % | -1,10 % | +2,67 % |

| Рік:            | 2023. | 2024. |
| --------------- | ----- | ----- |
| Кількість осіб: | 461   | 461   |
| Різниця:        |       | +0 %  |

У селі проживає 439 осіб.